# Kostel svatého Štěpána (Piešťany)
Farní kostel svatého Štěpána krále v Piešťanech je klasicistní stavba z let 1828–1832. Má jednoduchý podélný prostor zaklenutý pruskými klenbami s oválným uzávěrem presbytáře. Exteriér je členěn kanelovanými pilastry. Ze západní strany je do štítového průčelí vestavěná věž s jehlanovou střechou.
Kostel začal stavět zeměpán hrabě František Erdődy v roce 1828 a dokončen byl v roce 1831.

Konsekrovaný byl až o rok později.
Hlavní oltář sv. Štěpána z doby výstavby kostela byl zhotoven ve Vídni dle podpisu pozlacovače. Oltářní obraz sv. Štěpána-Krále namalovaný od mistra Zieglera je signován rokem 1831. Z bočních oltářů zůstaly pouze dvě plastiky, Sedmibolestné Panny Marie a sv. Josefa. Zpovědnice v historizujícím slohu z 20. století od pieštianských mistrů. Vitráže byly vyrobeny podle návrhů Janka Alexyho v roce 1950

. Nástěnné malby od trojice Papp, Petrovič, Enhof z roku 1931

.
Po válce dal kněz Alexander Šindelář vyhotovit památný, od roku 1916 chybějící zvon, který posvětil (v den svého úmrtí) 2. listopadu 1947

.
18. března 2005 byl na kostele osazen 213 cm dlouhý, 70 kg vážící kříž pozlacený 24 karátovým zlatem. 13. března ho posvětil piešťanský děkan Jozef Bohunický. Autorem je umělecký kovář Juraj Šulek.